# Wielka Polana (osada)

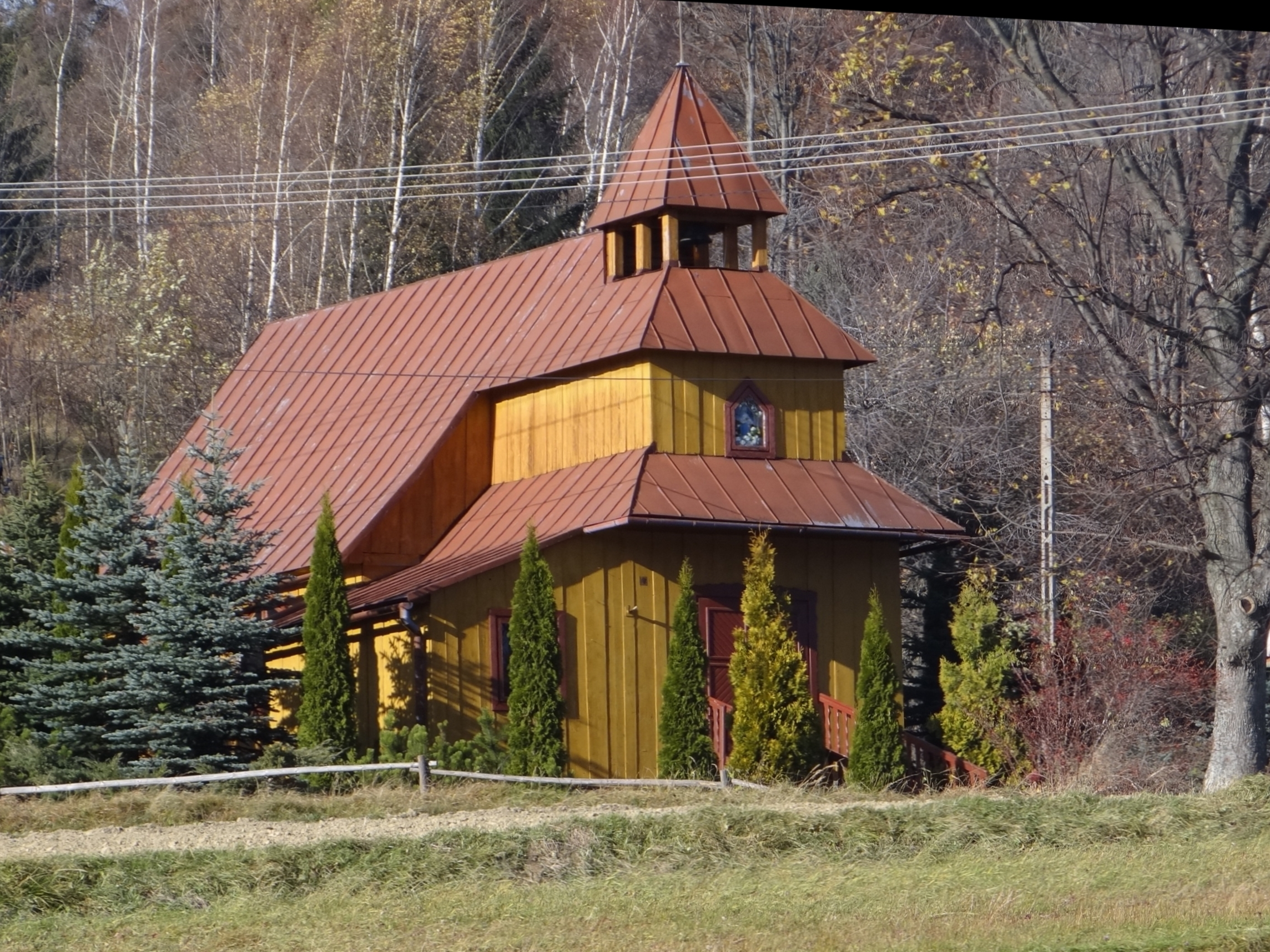
Kaplica Matki Boskiej Sidzińskiej

Wielka Polana – osada w Polsce położona w województwie małopolskim, w powiecie suskim, w gminie Bystra-Sidzina. Znajduje się w dolinie potoku Ciśniawka (Zakulawka), poniżej Przełęczy Zubrzyckiej. Przez osadę przechodzi szosa łącząca Sidzinę z Zubrzycą Górną. W Wielkiej Polanie znajduje się drewniana kaplica Matki Boskiej Sidzińskiej (zbudowana w latach 90. XX wieku, w miejsce starej kaplicy przeniesionej do skansenu), pole biwakowe nad potokiem Zakulawka, przystanek PKS i początek szlaku turystycznego w Pasmo Policy.
W latach 1975–1998 miejscowość należała administracyjnie do województwa nowosądeckiego. 
W 1973 r. w drewnianym domu ks. Józefa Długopolskiego powstał ośrodek rekolekcyjny Ruchu "Światło i Życie". 
Szlak turystyczny
 Sidzina Wielka Polana – Schronisko PTTK na Hali Krupowej – Kucałowa Przełęcz. Czas przejścia: 1.45 h, ↓ 1.10 h, suma podejść 400m